# 28 Jours plus tard
Série 28 Jours plus tard
28 Semaines plus tard
(2007)
Pour plus de détails, voir Fiche technique et Distribution.
28 Jours plus tard (28 Days Later) est un film d'horreur et de science-fiction post-apocalyptique britannique réalisé par Danny Boyle, sorti en 2002. Écrit par Alex Garland, le scénario est centré sur l'histoire d'un jeune Londonien sortant du coma, se réveillant seul à l'hôpital et retrouvant une ville désertée à la suite de la propagation d'un virus.
Le film reçoit des critiques globalement positives et est un succès commercial. Il est le premier d'une série : 28 Semaines plus tard (28 Weeks Later) est réalisée par Juan Carlos Fresnadillo et sort en 2007. Un 3e film, 28 Ans plus tard, à nouveau réalisé par Danny Boyle, sort en 2025. Il sera le premier d'une nouvelle trilogie, qui se poursuivra avec 28 Years Later: The Bone Temple, prévu en 2026.

## Synopsis

### Introduction
Trois défenseurs des animaux se rendent dans un laboratoire afin d'en délivrer des singes soumis à d'étranges expériences sur la violence. Malgré les mises en garde d'un scientifique sur la virulence du virus de la « fureur » qu'on leur a injecté, ils libèrent l'un des singes qui, fou furieux, mord l'un d'entre eux : l'animal est alors aussitôt tué, mais sa victime devient à son tour enragée, contamine un de ses collègues et se jette sur le scientifique.
Après une ellipse, vingt-huit jours plus tard, Jim (qui était dans le coma à la suite d'un accident) se réveille à l'hôpital St Thomas de Londres.

### À Londres
Jim quitte l'hôpital et parcourt les rues d'une ville totalement désertée. Il entre dans une église et y découvre un macabre spectacle de corps entassés. Il attire alors sur lui l'attention de gens à l'étrange regard rouge et fixe qui se mettent à le poursuivre. Il reçoit l'aide inespérée de deux personnes qui tuent les contaminés à l'aide de cocktails molotov en faisant exploser une station d'essence et l'emmènent dans leur refuge. Ses deux sauveurs, Mark et Selena, se présentent comme survivants d'une catastrophe : une maladie qui transforme les personnes contaminées en tueurs s'est répandue à une vitesse incroyable dans tout le pays, a causé un exode massif des populations, la mise en quarantaine de l'île et que des foyers d'infection se trouveraient à Paris et à New York. Quelques survivants isolés échappent encore à ceux qui sont contaminés par le virus de la fureur. Jim insiste pour se rendre à la maison de ses parents et Selena essaye de l'en dissuader, mais Mark accepte la proposition de Jim à la seule condition de partir de jour et en groupe (sauf s'il n'y a aucune autre solution).
Dès le lendemain, Mark et Selena accompagnent Jim vers sa maison et ce dernier découvre que ses parents se sont donné la mort pour ne pas finir eux-mêmes contaminés, avec un mot d'adieu adressé à leur fils. Selena explique à Jim que ses parents sont morts sans violence et qu'il doit s'estimer heureux mais ce dernier ne l'entend pas de cette oreille et Mark lui raconte alors que pendant l'épidémie, lui et sa famille ont essayé de quitter Londres pour échapper à la contamination mais qu'ils ont été envahis par les contaminés et Mark fut le seul à s'en sortir indemne. Ne pouvant pas retourner au refuge avant la tombée de la nuit faute de temps, les trois survivants doivent passer la nuit dans la maison, mais deux contaminés (qui étaient des voisins de Jim) surgissent et attaquent Jim, et Selena et Mark parviennent à le sauver, cependant ce dernier s'est blessé au bras à la suite de l'attaque et malgré son insistance auprès de Selena, il est aussitôt tué par elle avant qu'il puisse se transformer.
Après avoir quitté la maison, Selena explique à Jim qu'il faut approximativement entre 10 et 20 secondes pour tuer une personne contaminée avant sa transformation et que si ça devait arriver à Jim, elle le tuerait sans hésiter. Soudain, le duo est attiré par des lumières venant du balcon d'un immeuble. À nouveau poursuivis par deux autres contaminés, ils ne doivent leur salut qu'à Frank, un ancien chauffeur de taxi habitant les lieux avec sa fille Hannah, qui repousse les contaminés avec un équipement anti-émeute. Frank accueille avec joie Jim et Selena. Les ressources venant toutefois à manquer, le petit groupe nouvellement formé décide de quitter Londres en voiture : en effet, Frank a capté un message radio informant les survivants que la solution à la contamination se trouverait dans un barrage routier militaire près de Manchester. Ils manquent de se faire rattraper par des contaminés lors d'une crevaison dans un tunnel, mais s'échappent in extremis et parviennent à quitter la capitale après s'être ravitaillés en nourriture dans un supermarché.
Il s'ensuit un voyage à travers le pays au cours duquel les liens se resserrent entre les quatre survivants.

### À Manchester
À proximité de Manchester, ravagée par un terrible incendie, le groupe arrive au barrage routier militaire sans signe de soldats. Sentant que quelque chose ne va pas, Selena essaye de convaincre Frank qu'il faut rebrousser chemin mais ce dernier refuse de l'écouter et continue ses recherches. Déçus de ne pas trouver d'indices et essayant de chasser un corbeau qui le dérangeait, Frank reçoit une goutte de sang d'un soldat mort dans l'œil. Il dit à sa fille qu'il l'aime et la repousse. Au moment où Frank se transforme, des soldats surgissent et l'abattent. Les trois survivants sont emmenés dans un château à proximité où s'est retranchée une petite troupe de militaires. Sous le commandement du major Henry West, ceux-ci prétendent représenter un nouveau départ de la civilisation : le major est en effet convaincu que les contaminés, n'ayant aucune intelligence, finiront par mourir de faim. Alors que les soldats et le trio de survivants passent à table, des bruits de détonations de mines terrestres se font entendre et les soldats parviennent à éliminer les contaminés puis le caporal Mitchell tente d'abuser de Selena et Jim essaye de la protéger mais se fait maîtriser facilement par le caporal. Le sergent Farrell parvient à calmer la situation en frappant Mitchell.
Jim finit par comprendre au cours d'une conversation avec le major West que ce qui fait réellement tenir ses hommes, c'est la promesse de femmes que le petit groupe leur a justement procuré : horrifié par cette révélation, Jim tente de s'enfuir avec Hannah et Selena, mais est aussitôt neutralisé par les hommes du major West puis emmené pour être fusillé avec le sergent Farrell qui a pris leur défense.
Alors qu'ils sont prisonniers en attendant leurs exécutions, Farrell explique à Jim qu'en réalité seul le Royaume-Uni est en quarantaine et que le reste du monde entier continue de vivre sa vie normalement. Mitchell accompagné du soldat Jones se dispute avec son subalterne après que ce dernier a exécuté le sergent Farrell et Jim profite de leur distraction pour leur échapper et parvient à franchir le mur d'enceinte du château : ses poursuivants, le croyant condamné avec tous les contaminés traînant dans les alentours, abandonnent alors la poursuite.
Lorsque retentit la sirène du barrage routier, les soldats comprennent que Jim a survécu et West décide de s'y rendre, accompagné du soldat Davis : Jim leur tend une embuscade en tuant ce dernier, puis en laissant le major sur place avec son véhicule saboté et les contaminés des alentours. La nuit tombée, Selena et Hannah sont sur le point d'être violées mais Jim, qui a rejoint le château, libère Mailer, un soldat contaminé que ses frères d'armes avaient maintenu enchaîné à l'intérieur de l'enceinte afin de l'étudier. Celui-ci sème la panique dans le château : il contamine un des soldats qui, comme lui, attaque et tue deux militaires. Jim tue Jones, qui a tenté de s'enfuir du château, ainsi que le caporal Mitchell, et profite du chaos pour libérer Hannah et Selena. Les trois survivants réussissent à quitter le château non sans avoir auparavant jeté le major West, qui blesse grièvement Jim par balle, en pâture à Mailer, et foncent avec leur voiture pour traverser la grille d'entrée.

### Conclusion
Après une dernière ellipse, le film se termine vingt-huit jours plus tard, alors que le trio s'est réfugié dans une maison isolée près d'un lac, où Jim récupère de sa blessure. Un avion militaire passe au-dessus de contaminés dépérissant de disette, puis repère leur banderole géante d'appel au secours « HELLO ».

## Fiche technique
Sauf indication contraire, les informations mentionnées dans cette section peuvent être confirmées par les bases de données cinématographiques IMDb et Allociné,  présentes dans la section « Liens externes ».
- Titre original : 28 Days Later
- Titre français : 28 Jours plus tard
- Réalisation : Danny Boyle
- Scénario : Alex Garland
- Musique : John Murphy
- Direction artistique : David Bryan, Rod Gorwood, Patrick Rolfe, Denis Schnegg et Mark Digby
- Décors : Mark Tildesley
- Costumes : Rachael Fleming
- Photographie : Anthony Dod Mantle
- Son : Nicolas Le Messurier, Richard Pryke, Roberto Cappannelli, Graham Daniel, Ray Merrin
- Montage : Chris Gill
- Production : Andrew Macdonald
  - Production exécutive : Robert How
- Sociétés de production : British Film Council, en association avec DNA Films
- Sociétés de distribution : 20th Century Fox (Royaume-Uni) ; UGC Fox Distribution (France) ; Fox-Warner (Suisse) ; Fox Searchlight Pictures (États-Unis)
- Budget : 8 millions de $[1],[2]
- Pays de production :  Royaume-Uni
- Langues originales : anglais, espagnol
- Format : couleur (Technicolor) — DV et 35 mm (scène finale seulement) — 1,33:1 (Format 4/3) (format original) / 1,85:1 (Panavision) — son Dolby Digital
- Genre : science-fiction, horreur, drame, thriller
- Durée : 113 minutes
- Dates de sortie[3] :
  - Royaume-Uni : 1er novembre 2002
  - France : 30 janvier 2003 (Festival international du film fantastique de Gérardmer) ; 28 mai 2003 (sortie nationale)[4]
  - Belgique : 14 février 2003 (Festival international du film fantastique de Bruxelles) ; 16 avril 2003 (sortie nationale)[5]
  - Canada : 27 juin 2003
  - Suisse romande : 16 juillet 2003[6]
- Classification[7] :
  - Royaume-Uni : interdit aux moins de 18 ans lors de sa sortie (18 - Suitable only for adults) / interdit aux moins de 15 ans (15 - Suitable only for 15 years and over) (réévaluation en 2025)
  - France : interdit aux moins de 16 ans[4],[8]
  - Belgique : potentiellement préjudiciable jusqu'à 16 ans (KNT/ENA : Kinderen Niet Toegelaten  / Enfants Non Admis)[5],[9],[N 1]
  - Suisse romande : interdit aux moins de 16 ans[10]
  - Québec : 13 ans et plus (violence - horreur) (13+ / 13 years and over)[11]

## Distribution
- Cillian Murphy (VF : Adrien Antoine) : Jim
- Naomie Harris (VF : Géraldine Asselin) : Séléna
- Megan Burns : Hannah
- Brendan Gleeson (VF : Sylvain Lemarié) : Frank
- Christopher Eccleston (VF : Éric Herson-Macarel) : le major Henry West
- Noah Huntley (VF : Bruno Dubernat) : Mark
- Stuart McQuarrie (VF : Pascal Casanova) : le sergent Farrell
- Ricci Harnett (VF : Didier Cherbuy) : le caporal Mitchell
- Luke Mably (VF : Bruno Choël) : le soldat Clifton
- Leo Bill (VF : Taric Mehani) : le soldat Jones

Source doublage : VoxoFilm (VF)

## Production

### Préproduction
À la suite de l'adaptation du roman La Plage par Danny Boyle, l'écrivain Alex Garland a approché le producteur Andrew Macdonald afin de lui proposer un concept de film sur des zombies capables de courir.
Pour le rôle de Jim, le premier choix était Ewan McGregor. Mais comme il n'y eut jamais d'accord avec le comédien britannique, le réalisateur porta son choix sur le canadien Ryan Gosling qui refusa le rôle, à cause de conflits d'emploi du temps, et c'est là que Cillian Murphy fut finalement choisi.

### Tournage

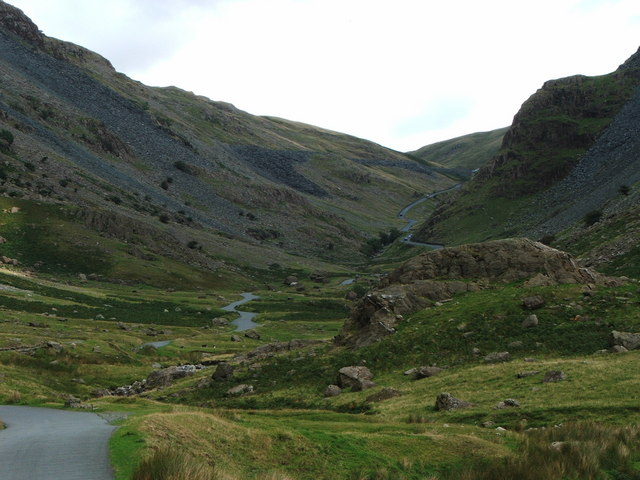
Le col de montagne de Honister Pass surplombant le lac Buttermere apparaît dans une séquence à la fin du film.

Le tournage a commencé le 1er septembre 2001 et a duré neuf semaines. C'est en s'inspirant du début du roman Le Jour des Triffides, où un homme se réveille à l'hôpital et découvre que toute la population est devenue aveugle, qu'Alex Garland a écrit les premières scènes du film. Le film a été tourné presque entièrement de manière légère, en caméra DV, afin de réduire le nombre de tournages (chaque scène est filmée par plusieurs caméras) et de limiter leur temps de préparation, ce qui est crucial lorsqu'il s'agit de vider des parties de la ville ou des tronçons d'autoroutes. L'image DV a, par ailleurs, la propriété d'instaurer une ambiance de documentaire ou de reportage. Pour tourner ses images de Londres totalement désertée, le réalisateur a obtenu la collaboration des autorités londoniennes pour que la circulation soit interrompue pendant qu'il tournait, généralement le dimanche matin très tôt, dans des lieux généralement très fréquentés comme Westminster Bridge, Piccadilly Circus, Horse Guards Parade et Oxford Street.
Le manoir où a été tourné une bonne partie de la deuxième moitié du film est Trafalgar Park à Salisbury, alors que les dernières scènes du film ont été tournées près du lac d'Ennerdale, dans le Lake District. À l'origine, la seconde moitié du film devait être radicalement différente de celle qui a été tournée : en lieu et place des soldats, Jim et ses amis trouvaient le laboratoire à partir duquel le virus s'était répandu. Un scientifique survivant leur expliquait que le seul moyen de guérir Frank était une transfusion complète du sang et Jim se sacrifiait pour le guérir. Le script original a été changé par Danny Boyle car le moyen de guérison n'était selon lui pas assez plausible, et le storyboard original est disponible dans les bonus du DVD du film, ainsi que des scènes coupées d'une fin alternative où Jim, qui est emmené en urgence dans un hôpital par Selena et Hannah qui tentent de le sauver après leur fuite du château, ne survit pas à sa blessure.

### Bande originale
La musique du film a été composée par John Murphy et comprend également des titres d'artistes comme Brian Eno et Grandaddy. Une version d'East Hastings de Godspeed You! Black Emperor figure dans le film mais pas sur l'album car Danny Boyle n'a pu obtenir l'autorisation du groupe d'utiliser leur chanson que pour le film.
Dans la culture populaire, le titre In The House - In A Heartbeat est devenu une référence musicale du genre horrifique et des univers de zombies. L'anime Highschool of the Dead lui rend d'ailleurs hommage dans une scène du premier épisode.

## Accueil

### Accueil critique
Le film reçoit un accueil critique généralement positif, recueillant 87 % de critiques favorables, avec un score moyen de 7,4⁄10 et sur la base de 219 critiques collectées, sur le site Rotten Tomatoes. Sur le site Metacritic, il obtient un score de 73⁄100, sur la base de 39 critiques collectées.
Le film est crédité de façon générale pour avoir donné une nouvelle impulsion au genre du film de zombies. Il est classé à la 4e place des listes de meilleurs films de zombies de tous les temps dressées par les sites Bloody Disgusting, Collider, Paste et par le magazine Première, qui écrit que Danny Boyle « enchaîne les plans hallucinants dans un Londres vidé de ses habitants et provoque une crise existentielle chez les fans de Romero : ici les infectés font le 100 m plus vite qu'Usain Bolt. Ça peut démanger, mais le genre en avait sacrément besoin ». En 2008, le magazine Empire le classe à la 456e place dans sa liste des 500 meilleurs films de tous les temps. Bloody Disgusting, site web spécialisé dans le cinéma d'horreur, le classe à la septième place de sa liste des 20 meilleurs films d'horreur des années 2000, avec en commentaire : « Film de zombies ? Allégorie politique ? Drame humaniste ? 28 Jours plus tard est tout cela à la fois et plus encore - un véritable travail d'artiste par un réalisateur au sommet de son art ». En 2007, Stylus Magazine le classe deuxième meilleur film de zombies de tous les temps. En 2017, le magazine Time Out le classe à la 97e place dans sa liste des 100 meilleurs films britanniques de tous les temps.
En France, le film obtient des critiques plus mitigées : le site Allociné proposant une note moyenne de 3,1/5 à partir de l'interprétation de 16 critiques de presse.

### Box-office
Le film connait un important succès commercial, rapportant 82 719 885 $ US au box-office mondial, soit plus de dix fois son budget, dont 45 064 915 $ en Amérique du Nord. Il réalise 196 722 entrées en France, 101 875 entrées au Québec, 92 171 entrées en Belgique et 36 779 entrées en Suisse. Il dépasse le million d'entrées au Royaume-Uni (1 367 717) et en Espagne (1 281 703) et le demi-million d'entrées en Allemagne (551 898).

## Distinctions

### Récompenses
| Récompenses 2003-2004 du film 28 Jours plus tard | Récompenses 2003-2004 du film 28 Jours plus tard                     | Récompenses 2003-2004 du film 28 Jours plus tard                 | Récompenses 2003-2004 du film 28 Jours plus tard |
| Années                                           | Évènements                                                           | Catégories / Récompenses                                         | Lauréat(es)                                      |
| ------------------------------------------------ | -------------------------------------------------------------------- | ---------------------------------------------------------------- | ------------------------------------------------ |
| 2003                                             | Empire Awards                                                        | Empire Award du meilleur film britannique                        | 28 Jours plus tard                               |
| 2003                                             | Fantasporto                                                          | Grand prix du film fantastique européen en argent                | Danny Boyle                                      |
| 2003                                             | Fantasporto                                                          | Prix international du film fantastique du meilleur réalisateur   | Danny Boyle                                      |
| 2003                                             | Festival international du film fantastique de Neuchâtel              | Prix H.R. Giger Narcisse du meilleur Film                        | Danny Boyle                                      |
| 2003                                             | Golden Schmoes Awards                                                | Golden Schmoes Award du meilleur film d'horreur de l'année       | 28 Jours plus tard                               |
| 2003                                             | Prix du cinéma européen                                              | Prix du cinéma européen du meilleur directeur de la photographie | Anthony Dod Mantle                               |
| 2004                                             | Academy of Science Fiction, Fantasy and Horror Films - Saturn Awards | Saturn Award du meilleur film d'horreur                          | 28 Jours plus tard                               |
| 2004                                             | Black Reel Awards                                                    | Black Reel de la meilleure performance révolutionnaire           | Naomie Harris                                    |
| 2004                                             | Fangoria Chainsaw Awards                                             | Chainsaw Award du meilleur film à large diffusion                | 28 Jours plus tard                               |
| 2004                                             | Fangoria Chainsaw Awards                                             | Chainsaw Award du meilleur scénario                              | Alex Garland                                     |

### Nominations
| 2003 | British Independent Film Awards                                      | Meilleur film                                            | 28 Jours plus tard                                               |
| 2003 | British Independent Film Awards                                      | Meilleur réalisateur                                     | Danny Boyle                                                      |
| 2003 | British Independent Film Awards                                      | Meilleure production                                     | 28 Jours plus tard                                               |
| 2003 | Cinénygma - Luxembourg International Film Festival                   | Grand prix d'or du film fantastique européen             | Danny Boyle                                                      |
| 2003 | Empire Awards                                                        | Meilleur espoir                                          | Cillian Murphy                                                   |
| 2003 | Fantasporto                                                          | Meilleur film                                            | Danny Boyle                                                      |
| 2003 | Golden Schmoes Awards                                                | Film le plus trippant de l'année                         | 28 Jours plus tard                                               |
| 2003 | Golden Schmoes Awards                                                | La plus grande surprise de l'année                       | 28 Jours plus tard                                               |
| 2003 | Golden Schmoes Awards                                                | Meilleure révélation de l'année                          | Cillian Murphy                                                   |
| 2003 | Irish Film and Television Awards                                     | Meilleur acteur dans un film                             | Cillian Murphy                                                   |
| 2003 | Prix du cinéma européen                                              | Meilleur réalisateur européen                            | Danny Boyle                                                      |
| 2003 | Rondo Hatton Classic Horror Awards                                   | Meilleur film de genre                                   | Danny Boyle                                                      |
| 2004 | Academy of Science Fiction, Fantasy and Horror Films - Saturn Awards | Meilleure réalisation                                    | Danny Boyle                                                      |
| 2004 | Academy of Science Fiction, Fantasy and Horror Films - Saturn Awards | Meilleur scénario                                        | Alex Garland                                                     |
| 2004 | Chlotrudis Awards                                                    | Meilleur film                                            | 28 Jours plus tard                                               |
| 2004 | Chlotrudis Awards                                                    | Meilleur réalisateur                                     | Danny Boyle                                                      |
| 2004 | Chlotrudis Awards                                                    | Meilleur scénario original                               | Alex Garland                                                     |
| 2004 | Chlotrudis Awards                                                    | Meilleure photographie                                   | Anthony Dod Mantle                                               |
| 2004 | Fangoria Chainsaw Awards                                             | Meilleur acteur                                          | Cillian Murphy                                                   |
| 2004 | Fangoria Chainsaw Awards                                             | Meilleure actrice dans un second rôle                    | Naomie Harris                                                    |
| 2004 | Fangoria Chainsaw Awards                                             | Meilleur acteur dans un second rôle                      | Brendan Gleeson                                                  |
| 2004 | Fangoria Chainsaw Awards                                             | Meilleur maquillage pour les effets spéciaux de créature | Alan Hedgcock et Cliff Wallace                                   |
| 2004 | Fangoria Chainsaw Awards                                             | Pire film                                                | 28 Jours plus tard                                               |
| 2004 | International Horror Guild Awards                                    | Meilleur film                                            | 28 Jours plus tard                                               |
| 2004 | International Online Cinema Awards (INOCA))                          | Meilleur maquillage et coiffure                          | 28 Jours plus tard                                               |
| 2004 | Motion Picture Sound Editors                                         | Meilleur montage sonore dans un film en langue étrangère | Gillian Dodders, Glenn Freemantle, Grahame Peters et Tom Sayers  |
| 2004 | MTV Movie & TV Awards                                                | Meilleure révélation masculine de l'année                | Cillian Murphy                                                   |
| 2004 | Online Film Critics Society Awards                                   | Meilleure performance exceptionnelle                     | Cillian Murphy                                                   |
| 2004 | Online Film Critics Society Awards                                   | Meilleur son                                             | 28 Jours plus tard                                               |
| 2004 | Prix Hugo                                                            | Meilleure présentation dramatique (format long)          | Danny Boyle et Alex Garland                                      |
| 2004 | Taurus World Stunt Awards                                            | Meilleure cascade avec du feu                            | George Cottle, Eunice Huthart, Peter Pedrero et Andreas Petrides |
| 2004 | Turkish Film Critics Association (SIYAD) Awards                      | Meilleur film étranger                                   | 28 Jours plus tard (17e place)                                   |

## Éditions en vidéo
En France, le film 28 Jours plus tard est sorti en DVD le 28 janvier 2004. Par la suite, le film est ressorti en DVD édition simple le 3 août 2006, en UMD le 20 janvier 2006, puis en Blu-ray le 5 janvier 2011.
Le film est également sorti en VOD le 21 janvier 2021.
À la suite des évolutions techniques afin d'améliorer la qualité d'image et de sons, le film sort dans une édition SteelBook limitée 4K Ultra HD le 31 décembre 2025.

## Suites et adaptations
Une suite, 28 Semaines plus tard, est sortie en 2007. Le projet d'un troisième volet, 28 Mois plus tard, a longtemps été prévu avec pour horizon de sortie 2012 au plus tôt mais n'a jamais vu le jour. Danny Boyle estimait à 40 % les chances pour qu'il se fasse.
28 Days Later: The Aftermath, un roman graphique publié en 2007 chez Fox Atomic Comics, fait le lien entre 28 Jours plus tard et sa suite cinématographique. Le film a aussi inspiré une série de comics, 28 Days Later, qui compte 24 numéros et a été publiée par Boom! Studios entre 2009 et 2011. Ces comics ont Selena pour personnage principal et se déroulent deux mois après le déclenchement de l'épidémie. Ils ont été traduits en français chez les éditions Delcourt.
Premier volet d'une nouvelle trilogie annoncée, 28 Years Later sort en 2025, toujours réalisé par Danny Boyle. Il sera suivi de 28 Years Later: The Bone Temple de Nia DaCosta. Un 5e film est également en développement,,.